# Lactobacillus sanfranciscensis
Lactobacillus sanfranciscensis è una specie di batterio appartenente alla famiglia delle Lactobacillaceae.